# Leptogaster salvia
Leptogaster salvia là một loài ruồi trong họ Asilidae. Leptogaster salvia được Martin miêu tả năm 1957. Loài này phân bố ở vùng Tân Bắc giới.